# 白俄罗斯第1方面军
白俄罗斯第1方面军 是第二次世界大战期间苏联军队的方面军，相当于西方集團軍。

## 创建和初始阶段
最初，白俄罗斯方面军于1943年10月20日成立，作为现有中央方面军的新名称。它由曾指挥中央方面军的上将康斯坦丁·康斯坦丁诺维奇·罗科索夫斯基指挥。它于1943年发起了戈梅利—列奇察進攻戰役，随后于1944年发起了卡林科維奇-莫濟里進攻戰役。

## 重編和1944年作战
在第聂伯河 - 喀尔巴阡山脉攻势后，它于1944年2月17日更名为白俄罗斯第1方面军（ 1BF ）。几天后，2月21日， Rogachev-Zhlobin行动开始，一直持续到2月26日。 接下来的作战是巴格鲁伊斯克进攻， 巴格拉基昂行动一部分，6月26日，白俄罗斯第1方面军的袭击包围了博布鲁伊斯克，俘虏了德国第41装甲军（第9军的一部分）的4万军队。7月18日至8月2日，此方面军是卢布林–布列斯特攻势的一部分。从8月2日到9月30日，方面军在维斯瓦河以东清洗德国人（在此期间，拉济明战役于8月1日至10日举行）。它的第8亲卫军团， 第28， 第47， 第65， 第69和第70军参与了拉济明战役。之后在同一时期，9月14日，白俄罗斯第1方面军在波兰军队的支持下，它占领了华沙郊区的布拉格区。

## 1945年作战
接下来的袭击是华沙-波兹南行动，这是维斯瓦河-奥德河攻势的一部分。1月13日，方面军在東普魯士开始对皮尔卡伦（1938-1945之间称为施洛斯贝格）进行攻势，他们遇到了来自第3装甲军的强烈抵抗。1月14日08:30，白俄罗斯第1方面军从马格努谢夫和普瓦维桥头堡开始攻击德国第9军，再次开始轰炸。第33和第69军从普瓦维桥头堡突破到离桥头堡30公里的纵深， 第五打击军和第八近卫军突破马格努谢夫桥头堡。 之后利用这次突破， 第二和第一亲卫坦克军团完成其任务。1月25日，方面军切断了拥有66,000名德国人堡垒城市波兹南，并继续以每天80公里的速度前进。这使得第8亲卫军团 围攻这座城市，他们最终于2月23日进入了城市。当阿道夫·希特勒处理在德国处理家庭问题时，斯大林已经击败了华沙附近的德国军队。 

## 夺取柏林
随着乌克兰第一方面军，白俄罗斯第1方面军随后在柏林战役中冲进了柏林。
1944年11月， 朱可夫元帅被任命为白俄罗斯第1方面军的指挥司令，因为它是第二次世界大战的最后两次重大攻势。在1945年1月至3月夺取波兰和东普鲁士（夺取波罗的斯克 [德语:Pillau] 于4月25日完成）之后，苏联人在4月的前两周重新部署了部队。朱可夫元帅集中了方面军，它沿着奥得河从南部的法兰克福部署到波罗的海，进入施劳弗高地前面的一个区域。白俄罗斯第二方面军进入施劳弗高地以北的白俄罗斯第1方面军空出的位置。这一调动正在进行的同时，虽然战线留下空隙，德国第二军残余计划在奥德逃脱，却在格但斯克附近被装进了口袋。 
在4月16日凌晨， 柏林战役攻势的目标是夺取柏林并与易北河上的西方盟军汇合。战役始于白俄罗斯第1方面军的施劳弗高地战役，在南部由元帅科涅夫指挥的乌克兰第一方面军（1UF）。最初，白俄罗斯第1方面军在击败德国防线方面遇到了很大的困难，但三天之后他们突破了防线并且正在接近柏林的郊区。截至4月22日，方面军已经渗透到柏林的北部和东部郊区。4月25日，当白俄罗斯第1方面军和乌克兰第一方面军的部队在西柏林的Kietzen会合时，他们完成了对柏林的包围。在经过街道和挨家挨户的战斗之后，柏林驻军司令魏德林将军在当地时间5月2日15:00向朱可夫元帅无条件投降。 

## 战后
5月8日，在柏林签署仪式后，德国武装部队无条件向盟军投降，欧洲战争结束。战争结束后，方面军前线总部成立了苏军驻徳集群。

## 戰史
- 1月24日：白俄罗斯第1方面军和白俄罗斯第二方面军攻击波美拉尼亚。德国第二军被切断。
- 1月31日：白俄罗斯第1方面军到达奥得河畔科斯琴北部的奥得河，并在柏林西侧60公里以内建立一个桥头堡。
- 2月1日：白俄罗斯第1方面军包围着要塞城镇奥得河畔科斯琴。
- 2月2日：白俄罗斯第1方面军到达法兰克福南部的奥得河
- 2月6日：白俄罗斯第1方面军在法兰克福和奥得河畔科斯琴之间的奥得河东岸沿岸煽动。
- 3月4日：白俄罗斯第1方面军突破了什切青旧城的德国线路并开往什切青。它还在法兰克福南部的奥得河上建立了一座新桥头堡。
- 3月27日：白俄罗斯第1方面军参与了但泽的强烈的巷战
- 3月28日：白俄罗斯第1方面军夺取但泽北方的格丁尼亚。
- 3月29日：堡垒城镇奥得河畔科斯琴经过近一个月的围攻后被白俄罗斯第1方面军攻下。
- 3月30日：苏联军队最终占领了但泽
- 4月16日：白俄罗斯第1方面军和乌克兰第一方面军从奥德河-尼斯河线沿线开始对柏林的最后攻势。
- 4月17日：白俄罗斯第1方面军对柏林的袭击因德国对施劳弗高地的顽强抵抗而停滞不前。在奥得河以西的3公里处，苏联队的部队和坦克损失惨重。
- 4月18日：白俄罗斯第1方面军继续在消耗战中击败施劳弗高地的德国阵地。
- 4月19日：白俄罗斯第1方面军突破了施劳弗高地的德国防御并迅速向柏林方向移动。
- 4月22日：白俄罗斯第1方面军穿越柏林的北部和东部郊区。
- 4月25日：白俄罗斯第1方面军和乌克兰第一方面军的部队在柏林西部的Kietzen会合。柏林现在被八支俄罗斯军队完全包围。
- 4月30日：朱可夫拒绝给予柏林守方的停战协议，并要求无条件投降
- 5月2日：柏林驻军指挥司令魏德林将军会见朱可夫将军并接受他无条件投降柏林的条款。柏林驻军于当地时间下午3点投降。
- 5月8日：为了尊重苏联人，前一天在兰斯已举行向西方同盟国投降典礼。其仪式又在柏林郊区卡尔斯霍斯特之前向朱可夫元帅和其他苏联将军重演。
- 6月10日：方面军解散;命令转交给苏军驻徳集群。

## 组成军队
属于白俄罗斯第1方面军的部队包括： 
- 第61军
- 波兰第1集团军
- 第47军
- 突击第3集团军
- 突击第5集团军
- 第8亲卫军团
- 第69军
- 第33军
- 第16空军
- 第18空军
- 第1亲卫坦克军
- 第2亲卫坦克军
- 第3军

## 人事
司令員
- 康斯坦丁·康斯坦丁诺维奇·罗科索夫斯基大將：1943年10月至1944年11月
- 格奥尔基·康斯坦丁诺维奇·朱可夫元帥：1944年11月至1945年6月

軍事委員會委員
- 康斯坦丁·費多羅維奇·特萊金（俄语：Телегин, Константин Фёдорович）中將：1943年10月至1944年5月；1944年11月至1945年6月
- 尼古拉·亞歷山德羅維奇·布爾加寧上將：1944年5月至11月

參謀長
- 米哈伊爾·謝爾蓋耶維奇·馬利寧上將：1944年2月17日至4月5日，1944年4月16日至1945年7月10日